# Marcell Ateman
Marcell Ligon Ateman (* 16. September 1994 in Dallas, Texas) ist ein American-Football-Spieler auf der Position des Wide Receivers, der zuletzt für die Buffalo Bills in der National Football League (NFL) aktiv war. Er spielte College Football an der Oklahoma State University. Aktuell ist Ateman in der United Football League (UFL) für die St. Louis BattleHawks aktiv.

## Frühe Karriere
Ateman besuchte die Wylie East High School in Wylie, Texas. Als Senior hatte er 84 Passfänge für 1.584 Yards und 27 Touchdowns. Er verpflichtete sich an der Oklahoma State University, College Football zu spielen.

## College
Ateman spielte von 2013 bis 2017 für die Oklahoma State. Als echter Neuling spielte er in allen 13 Spielen und nahm 22 Empfänge für 276 Yards auf. Als Student im zweiten Jahr hatte er 20 Passfänge für 268 Yards. Als Junior hatte er 45 Empfänge für 766 Yards und fünf Touchdowns. Ateman verpasste die Saison 2016 wegen einer Fußverletzung. Er kehrte von der Verletzung zurück und spielte 2017 in allen 13 Spielen, wobei er 59 Empfänge für 1.156 Yards hatte und acht Touchdowns erzielte.

## NFL
Ateman wurde von den Oakland Raiders in der siebten Runde (228. insgesamt) des NFL Draft 2018 ausgewählt. Er wurde am 23. Oktober 2018 in den aktiven Roster befördert. Er gab sein NFL-Debüt am 18. November 2018 in einem Auswärtsspiel der Woche 11 gegen die Arizona Cardinals, wo er 4 Passfänge für 50 Yards hatte und ein entscheidender Faktor beim 23:21-Sieg war.
Am 24. August 2021 wurde Ateman von den Raiders entlassen. Am 3. November holten sie ihn für ihren Practice Squad zurück, entließen ihn aber bereits zwei Wochen später wieder.
Am 4. August 2022 nahmen die Arizona Cardinals Ateman unter Vertrag. Am 22. August wurde er wieder entlassen.
In der XFL 2023 spielte Ateman für die St. Louis BattleHawks und fing 19 Pässe für 259 Yards. Am 1. Juni 2023 nahmen die Buffalo Bills ihn unter Vertrag. Am 3. Oktober 2023 wurde er von den Buffalo Bills entlassen.
Im Januar 2024 nahmen die St. Louis BattleHawks, nun für die neugegründete United Football League (UFL), Ateman erneut unter Vertrag.